# Instytut Elektroniki Politechniki Łódzkiej
Instytut Elektroniki Politechniki Łódzkiej – jeden z instytutów Wydziału Elektrotechniki, Elektroniki, Informatyki i Automatyki Politechniki Łódzkiej.
W połowie lat pięćdziesiątych władze Politechniki Łódzkiej uznały, że nowoczesna uczelnia techniczna nie może być pozbawiona nowej dyscypliny naukowej, jaką stawała się elektronika i w roku 1957 powstała Katedra Elektroniki Przemysłowej. W 1970 roku została ona włączona do powstającego Instytutu Automatyki i Elektroniki. Instytut Elektroniki Politechniki Łódzkiej, jako jednostka Wydziału Elektrycznego (dzisiaj: Wydział Elektrotechniki, Elektroniki, Informatyki i Automatyki) powstał w 1973 roku.
Pierwszym dyrektorem i założycielem Instytutu był prof. dr hab. inż. Zdzisław Korzec (dyrektor w latach 1973–1986). W latach 1986-1995 funkcję dyrektora pełnił prof. dr inż. Jerzy Luciński, od 1995 do 2015 roku dyrektorem był prof. dr hab. inż. Andrzej Materka, zaś od roku 2015 jest prof. dr hab. Paweł Strumiłło.
Od 2003 roku siedzibą Instytutu Elektroniki (IE) jest odnowiony, funkcjonalny budynek byłej fabryki F.W. Schweikerta przy ul. Wólczańskiej 211/215. IE może poszczycić się licznymi osiągnięciami naukowymi, wiele z nich powstało we współpracy z polskimi i zagranicznymi uczelniami oraz jednostkami badawczymi. W ostatnich latach większość badań ukierunkowana jest na opracowywanie systemów elektronicznych i teleinformatycznych dla potrzeb diagnozy medycznej i wspomagania osób niepełnosprawnych.
W skład Instytutu wchodzą następujące Zakłady:
- Zakład Elektroniki Medycznej (kierownik: dr hab. inż. Piotr Szczypiński)
- Zakład Telekomunikacji (kierownik: dr hab. inż. Sławomir Hausman)
- Zakład Układów Elektronicznych i Termografii (kierownik: prof. dr hab. Bogusław Więcek)

Od 1995 roku Instytut projektuje i wdraża złożone systemy informatyczne do zarządzania wyższą uczelnią. Jest współzałożycielem European Campus Card Association — stowarzyszenia ponad pięćdziesięciu uniwersytetów i przedsiębiorstw, promującego ideę wykorzystania kart elektronicznych do bezpiecznego przesyłania i przetwarzania danych w takich systemach. W latach 2009-2011 Instytut współrealizował projekt European Education Connectivity Solution w ramach VII FP EU, zakończony wdrożeniem systemu wspomagającego wymianę studentów w programie Erasmus.
Prowadzone na światowym poziomie badania naukowe są integrowane z programami kształcenia  i wzbogacają dydaktykę prowadzoną przez Instytut — wiodącą jednostkę dla kierunków elektronika, telekomunikacja oraz inżynieria biomedyczna. Oferta IE obejmuje możliwość zdobywania wiedzy i umiejętności w nowoczesnych laboratoriach studenckich — optoelektroniki, systemów mikroprocesorowych, układów PLC, elektroniki medycznej, systemów radiokomunikacyjnych i programowania urządzeń mobilnych. Dzięki temu, że laboratoria są wyposażane przez partnerów przemysłowych (Microsoft, Satel, Siemens, Texas Instruments, TME, TomTom), studenci mogą poznać i zbadać urządzenia, z którymi spotkają się w przyszłej pracy. Biorąc udział w partnerskim projekcie Orange Lab Telco 2.0 University opanowują technologie tworzenia innowacyjnych usług telekomunikacyjnych we własnych firmach.

## Działalność naukowa i dydaktyczna Zakładów
Zakład Elektroniki Medycznej
Prace badawcze i rozwojowe Zakładu obejmują obszary tematyczne:
- Przetwarzanie obrazów biomedycznych i biologicznych (modelowanie naczyń krwionośnych mózgu, analiza obrazów: rezonansu magnetycznego, endoskopowych, RTG obiektów biologicznych, stroboskopowych fałdów głosowych)
- Przetwarzanie i analiza biosygnałów (EKG, EEG, HRV, analiza akustyczna głosu)
- Interakcja człowiek komputer (interfejs mózg-komputer, interfejs sterowany mruganiem, interfejs haptyczny, programowanie urządzeń mobilnych)
- Wspomaganie osób z niepełnosprawnościami (systemy telenawigacji dla niewidomych z zastosowaniem znaczników radiowych i zdalnego przewodnika],  zastosowanie stereowizji i charakterystyk akustycznych HRTF do obrazowania dźwiękowego otoczenia[4])

Zakład uczestniczy w naukowych programach współpracy międzynarodowej, m.in. COST, 7PR i H2020, Harmonia.
Pracownicy Zakładu prowadzą zajęcia dydaktyczne na Kierunku Elektronika i Telekomunikacja oraz kierunku Inżynieria Biomedyczna w języku polskim i angielskim.
Zakład Telekomunikacji

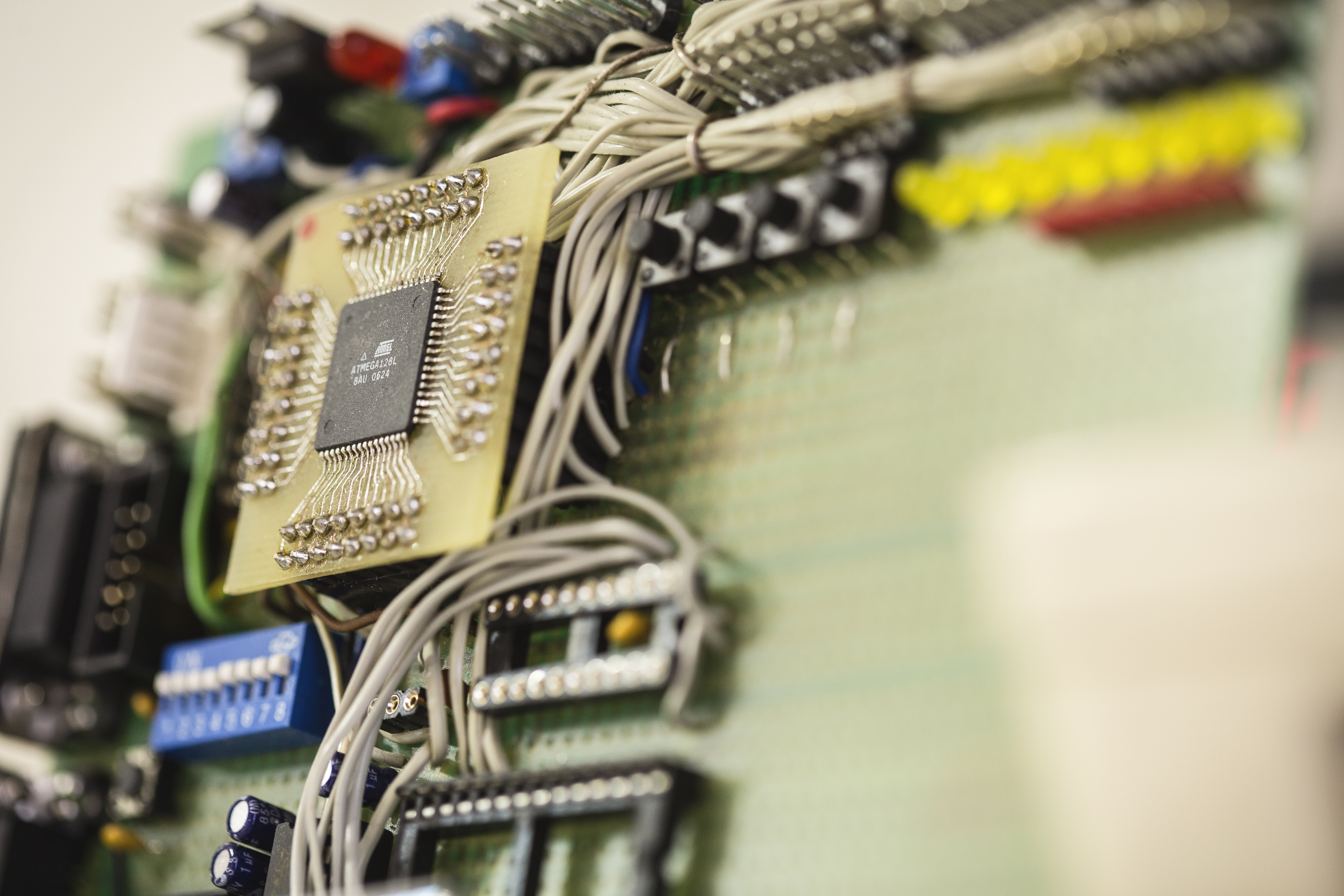
Stanowisko laboratoryjne w Instytucie Elektroniki PŁ

Zakład realizuje zadania w obszarze dydaktyki i nauki związane z:
- modelowaniem propagacji fal radiowych w różnych otoczeniach, w tym na obszarach miejskich, we wnętrzach budynków oraz w środowiskach o przypadkowym i zmiennym w czasie rozmieszczeniu przeszkód odbijających i rozpraszających promieniowanie,
- optymalizacją wykorzystania widma radiowego, w tym poszukiwania i dostępu do wolnych zasobów (cognitive radio),
- metodami komputerowymi w automatyzacji pomiarów kompatybilności elektromagnetycznej urządzeń i systemów bezprzewodowych,
- bezprzewodowym monitorowaniem stanu fizjologicznego i wspomagania osób niepełnosprawnych w codziennej aktywności, pacjentów w szpitalach i zakładach opieki zdrowotnej, osób pracujących w warunkach zagrożenia zdrowia lub życia, w tym we wszelkich rodzajach służb ratowniczych,
- projektowaniem anten tekstylnych i sensorów zintegrowanych z odzieżą człowieka,
- rozwojem metod analizy systemów projektowania bezprzewodowych systemów lokalizacji osób i mienia w otoczeniach otwartych i we wnętrzach budynków,
- symulacjami komputerowymi oddziaływania bezprzewodowych sieci personalnych (Body Area Networks) na organizm człowieka,
- metodami i technikami inteligencji obliczeniowej (sztuczne sieci neuronowe, logika rozmyta, algorytmy genetyczne) do wykrywania i przeciwdziałania przeciążeniom ruchu teleinformatycznego, prognozowania zapotrzebowania na pasmo, wczesnego wykrywania ataków w sieciach oraz realizacji technik i metod zapewnienia jakości w sieciach teleinformatycznych,
- architekturą i protokołami komunikacyjnymi bezprzewodowych sieci ad-hoc i sieci sensorów, w warunkach dynamicznie zmieniającego się otoczenia propagacyjnego, awariach węzłów oraz ograniczonego zasilania z baterii.

Zakład Układów Elektronicznych i Termografii istnieje od roku 2004. Powstał z połączenia Zakładu Układów Elektronicznych i Zespołu Termografii Komputerowej.

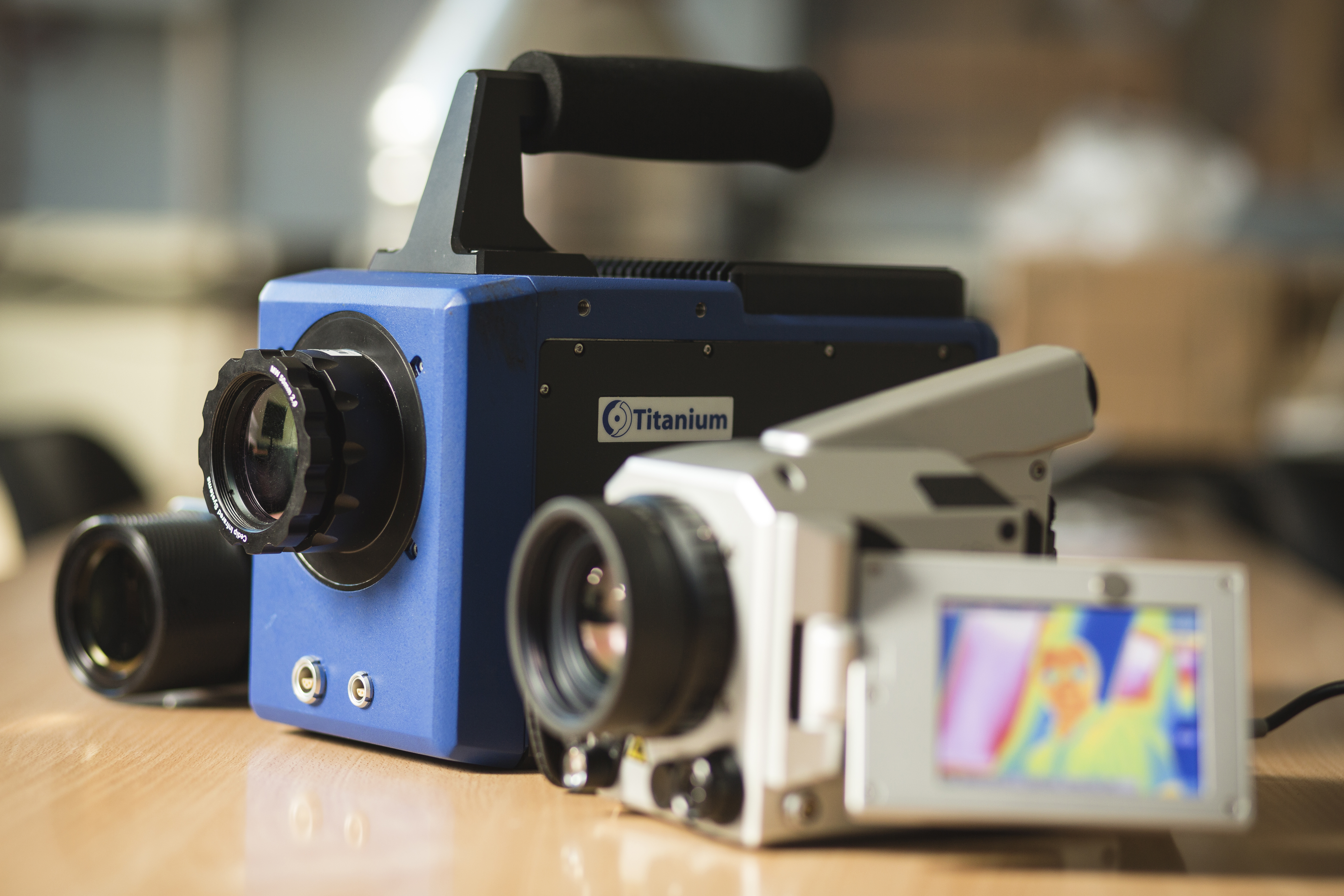
Kamery termowizyjne wykorzystywane w Zakładzie Układów Elektronicznych i Termografii

Działalność naukowa w głównej mierze obejmuje:
- Modelowanie przepływu ciepła i masy w systemach elektronicznych i przyrządach mocy, przy użyciu termografii do weryfikacji obliczeń. Badania koncentrują się na modelowaniu i projektowaniu układów mocy przy uwzględnieniu zjawisk nieliniowych.
- Prace naukowo-badawcze dotyczące metodyki projektowania łączników konwerterów mocy z tyrystorami oraz przyrządami o sterowaniu polowym jak MOSFET, IGBT, MCT, a w szczególności prostowników sterowanych, regulatorów mocy AC-AC, DC-DC i DC-AC, łączników bezstykowych, UPS o mocy do 50 kW oraz układów pomiarowo-kontrolnych i układów sterowania przyrządów mocy. Modelowane są również przyrządy IGBT oraz hybrydowe inteligentne moduły mocy (IPM).
- Badania dotyczące zastosowań termowizji widmowej, przykładowo zdalne wykrywanie oraz identyfikacja gazów. Badania te obejmują zakres średniofalowy oraz długofalowy podczerwieni.
- Projektowanie i wykonywanie systemów termowizyjnych do badań nieniszczących (ang. Non-Destructive Testing – NDT) polegających na zdalnej i bezdotykowej ocenie stanu obiektu, w celu sprawdzenia wewnętrznych struktur na poziomie mikro- i makrostruktury, oraz dostarczenia informacji o właściwościach i ewentualnych wadach badanego obiektu.
- Projektowanie i wykonywanie systemów do zintegrowanych badań termograficznych i wizyjnych. Systemy te oferują możliwość podłączenia kamery termowizyjnej i kilku kamer CCD. Warstwa aplikacyjna – zawierająca jednolity interfejs użytkownika oraz procedury obróbki zgromadzonych danych.
- Prace naukowe nad nowymi algorytmami trójwymiarowej rekonstrukcji wykorzystującymi sekwencje obrazów pochodzących z kamer wizyjnych i termowizyjnych.

W ramach swej działalności Zakład Układów Elektronicznych i Termografii naukowej jest organizatorem cyklicznej Krajowej Konferencji „Termografia i termometria w podczerwieni”. Zakład oferuje również usługi w zakresie ekspertyz, projektów, badań termowizyjnych i doradztwa technologicznego.
Zakład Elektronicznych i Termografii posiada również w swojej ofercie dydaktycznej studia podyplomowe „Termografia w Podczerwieni”. Studia te są adresowane do absolwentów studiów wyższych dowolnego kierunku: inżynierów, lekarzy, pracowników nauki, doktorantów, którzy korzystają już lub zamierzają korzystać z termografii w badaniach naukowych, medycznych lub w przemyśle.

## Naukowcy związani z Instytutem Elektroniki
- prof. dr hab. Tadeusz Konopiński
- prof. dr hab. Zdzisław Korzec
- prof. dr hab. Jerzy Luciński
- prof. dr hab. inż. Andrzej Materka
- prof. dr hab. inż. Tomasz Kacprzak
- prof. dr hab. inż. Witold Pawelski
- prof. dr hab. inż. Paweł Strumiłło
- prof. dr hab. inż. Bogusław Więcek
- prof. dr hab. inż. Michał Strzelecki
- dr hab. inż. Sławomir Hausman, prof. PŁ
- dr hab. inż. Piotr Szczypiński, prof. PŁ
- dr hab. inż. Łukasz Januszkiewicz, prof. PŁ
- dr hab. inż. Jacek Kowalski